# Ilse Fürstenberg
Pour les articles homonymes, voir Fürstenberg.
Ilse Fürstenberg est une actrice allemande née le 12 décembre 1907 à Berlin et morte le 16 décembre 1976 à Bâle. 

## Filmographie
- 1930 : L'Ange bleu
- 1939 : Salonwagen E 417
- 1939 : Équipage de gloire
- 1941 : Ich klage an
- 1941 : Annelie de Josef von Báky
- 1942 : Un grand amour (Die große Liebe) de Rolf Hansen
- 1943 : Le Chant de la métropole
- 1944 : La Paloma
- 1954 : L'Amiral Canaris
- 1959 : Aus dem Tagebuch eines Frauenarztes
- 1961 : Zwei unter Millionen